# Alexandru Cimbriciuc
Alexandru Cimbriciuc (n. 18 iunie 1968, Soroca) este un politician, jurist și om de afaceri din Republica Moldova.
Între 2009 și 2014 Alexandru Cimbriciuc a fost deputat în Parlamentul Republicii Moldova în fracțiunea parlamentară a Partidului Liberal Democrat din Moldova, membru al comisiei parlamentare pentru securitate națională, apărare și ordine publică, președinte al subcomisiei de ordine publică. În martie 2015, Cimbriciuc a fost numit în funcția de Viceministru al Apărării, iar în mai 2016 și-a dat demisia, în urma unui scandal pe care l-a generat fiul acestuia și a apariției în presă a informației precum că ar fi intimidat un jurnalist. Totodată, el s-a retras din calitate de membru al Partidului Liberal Democrat din Moldova.
Alexandru Cimbriciuc este fost colaborator MAI (1990–1993), iar între 1995 – 2009 a fost director al organizației particulare de pază “Ciuan-Pu” S.R.L.

## Publicații
- “Ciuan-Pu lupte Marțiale”
- “Eroii Soroceni în lupta de pe Nistru”
- “Universul Tradițiilor”